# جيك فوستر
جيك فوستر (بالإنجليزية: Jake Foster)‏ هو لاعب دوري الرغبي أسترالي، ولد في 5 أكتوبر 1988 في سيدني في أستراليا.